# Luca della Robbia
Luca della Robbia (Firenze, 1400 – Firenze, 20 febbraio 1482) è stato uno scultore, ceramista e orafo italiano.

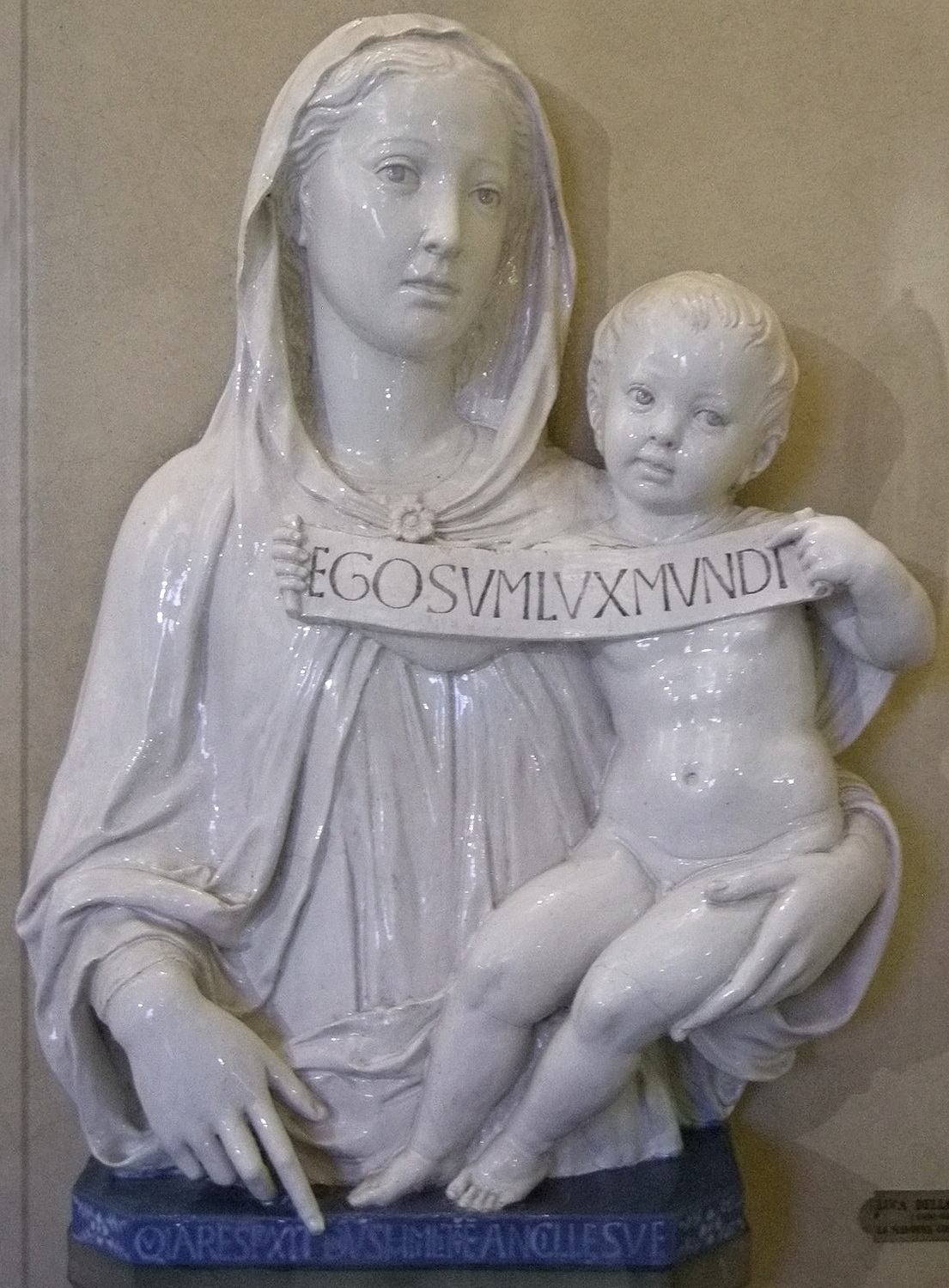
Luca della Robbia, Madonna col Bambino che mostra un cartiglio (1446-1449), Galleria dello Spedale degli Innocenti, Firenze

Fu un artista legato al classicismo più puro, caratterizzato da uno stile di grande rigore formale e grande cura nelle rifiniture e i dettagli. Oggi è soprattutto noto per aver perfezionato la tecnica della terracotta invetriata, dando l'avvio a una produzione che riscosse un grandissimo successo per la commistione tra pittura e scultura e per la straordinaria resistenza nel tempo agli agenti atmosferici. Le sue opere, come le raffinate Madonne, i ritratti sotto forma di busti e le scene sacre, hanno spesso la bellezza e la forza espressiva delle opere contemporanee di altri grandi artisti come Donatello, Verrocchio e Filippo Lippi.

## Biografia

### L'apprendistato e l'attività di orefice

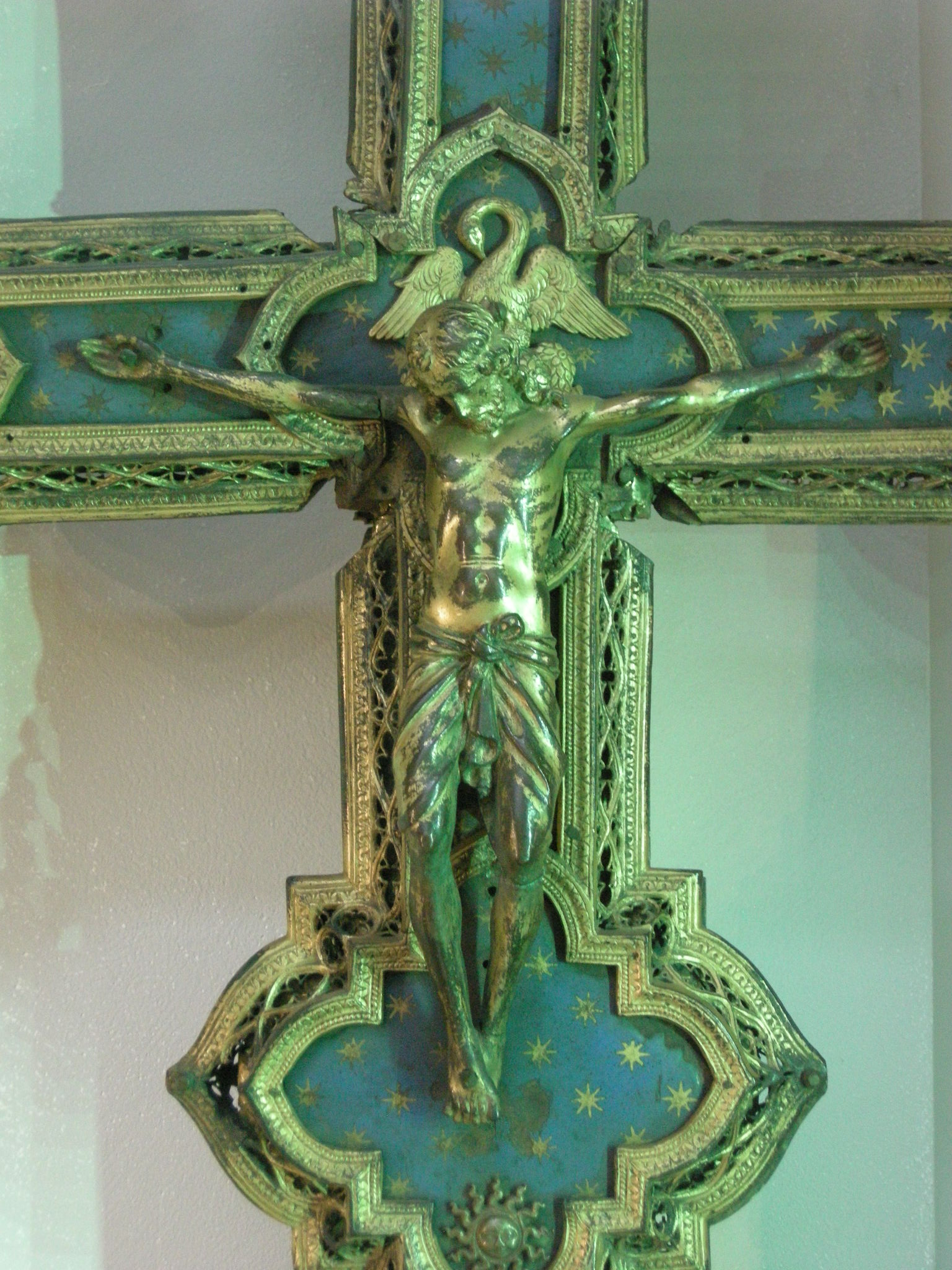
Croce processionale (dettaglio), Museo dell'Opera del Duomo, Firenze

Nacque nel 1400 a Firenze, da Simone Marco di Vanni, in una casa in via dell'Oriuolo, confinante con Santa Maria Nuova. La casa doveva essere sufficientemente grande, dovendo ospitare anche le famiglie dei due zii di Luca, Filippo e Jacopo. Simone, padre di Luca, la affittò e prese a pigione un edificio più comodo sempre nella stessa zona.
Il padre lo mise in giovanissima età ad imparare l'arte di orafo da Leonardo di ser Giovanni, dove si applicò con profitto all'arte del disegno e della modellazione con la cera. All'epoca era comune per i futuri artisti iniziare il proprio apprendistato presso orefici e Luca apprese in quel contesto la sua proverbiale diligenza nel portare a "pulitezza e finimento" le opere, soprattutto i marmi, la notevole pratica nel modellato e la straordinaria capacità di disegno.
Delle sue opere da orefice, attività alla quale si applicò per tutto il resto della sua vita, non resta molto: si conoscono ad esempio un tondo con la colomba dello Spirito Santo nel Museo del Bargello o una Croce astile nel Museo dell'Opera del Duomo di Firenze.
Nel 1414 Luca entrò nella bottega di Nanni di Banco, aiutandolo nell'Assunta per la porta della Mandorla del Duomo di Firenze. L'anno seguente Luca compì un viaggio con Niccolò Lamberti e Bernardo Ciuffagni a Venezia, dove ebbe modo di conoscere le arti del vetro, del mosaico e della terracotta.
Dopo la scomparsa del suo maestro Nanni di Banco (1421), si trasferì nella bottega di Donatello dove strinse amicizia con Brunelleschi.

### L'attività di scultore

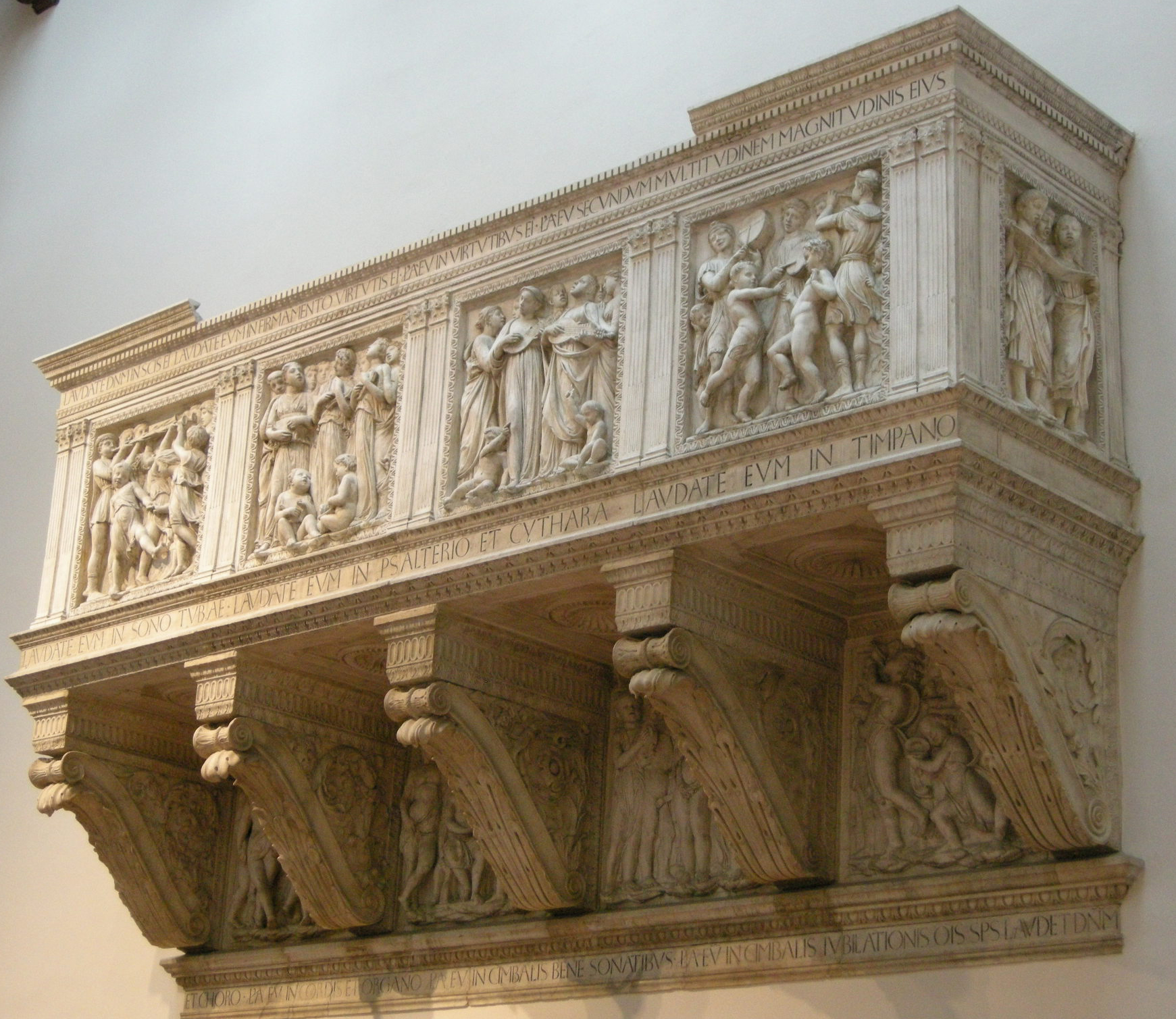
Cantoria del Duomo di Firenze (1431-1438), Museo dell'Opera del Duomo, Firenze

Il 1º settembre 1432 Luca si immatricolava all'Arte dei Maestri di Pietra e di Legname, diventando, così, uno scultore a tutti gli effetti.
La sua prima opera sicura è la Cantoria per il Duomo, eseguita tra il 1431 e il 1438 e composta da una balconata dall'impianto classico, dove si inserivano sei formelle e altre quattro erano collocate tra le mensole. I rilievi raffiguravano passo per passo il salmo 150 (il cui testo corre a lettere maiuscole sulle fasce in basso, in alto e sotto le mensole) con gruppi di giovani che cantano, danzano e suonano, dalla composta bellezza classica, animata da un'efficace naturalezza, che esprime i sentimenti in maniera pacata e serena.
L'opera dimostra la piena maturità delle qualità artistiche di Luca e può competere con la cantoria analoga del suo maestro Donatello (Donatello si ispirò invece ai fregi dei sarcofagi romani realizzando una frenetica danza di putti). Ma se Donatello impostò la sua opera secondo un frenetico dinamismo con elementi presi anche dal mondo del romanico fiorentino, Luca si attenne invece a un classicismo più statico e ideale, ereditato da Nanni di Banco, ravvivato però dalla vasta gamma di espressioni psicologiche che caratterizzano i singoli personaggi in maniera naturale.
Il 20 ottobre 1435 nacque Andrea di Marco di Simone Della Robbia, nipote di Luca, destinato ad essere l'erede del patrimonio artistico dello zio.
Tra il 1437 e il 1438 realizzò le cinque formelle sulle Arti Liberali che completavano i rilievi per il Campanile di Giotto.

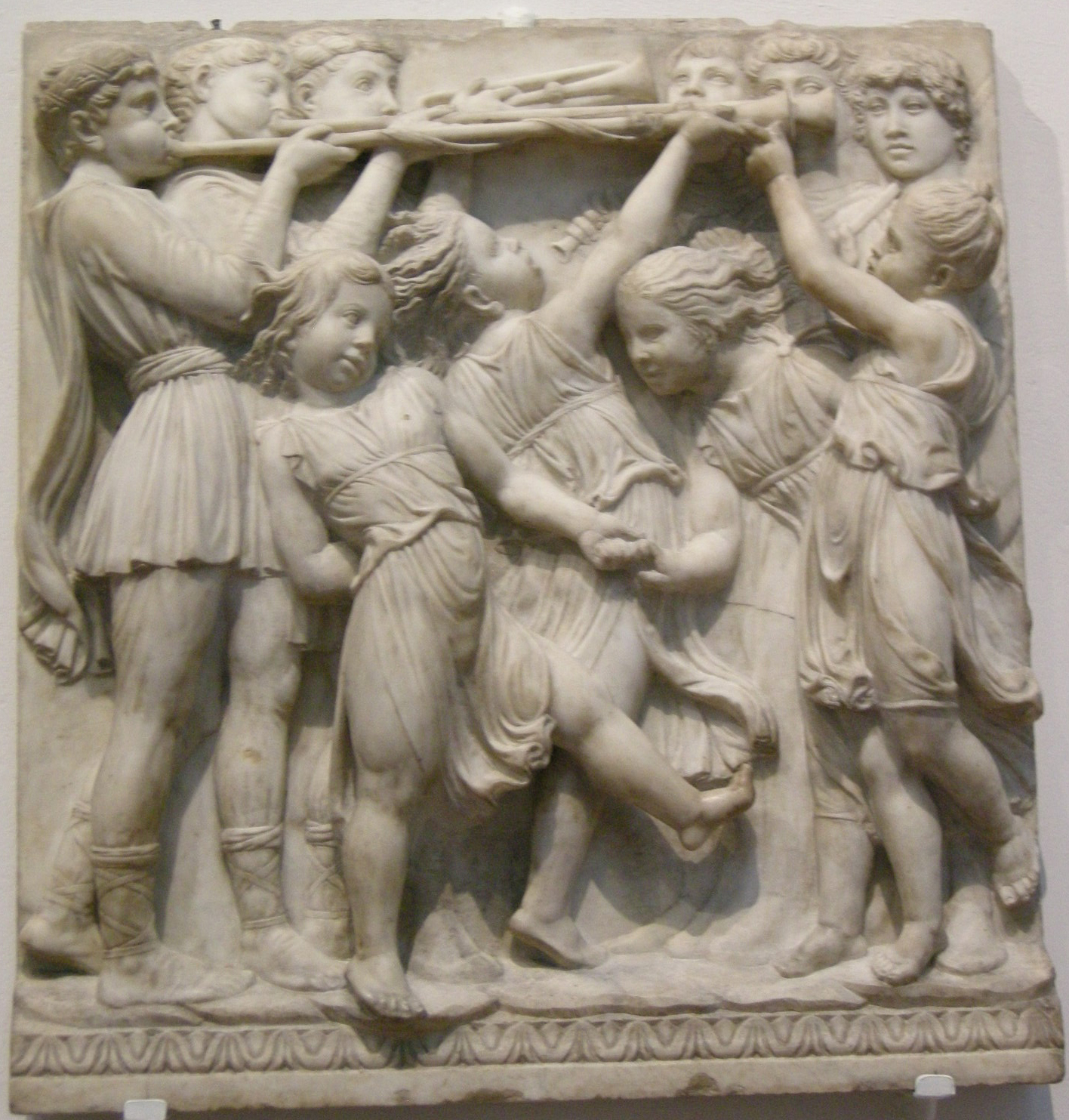
Rilievo dalla Cantoria del Duomo (1431-1438)
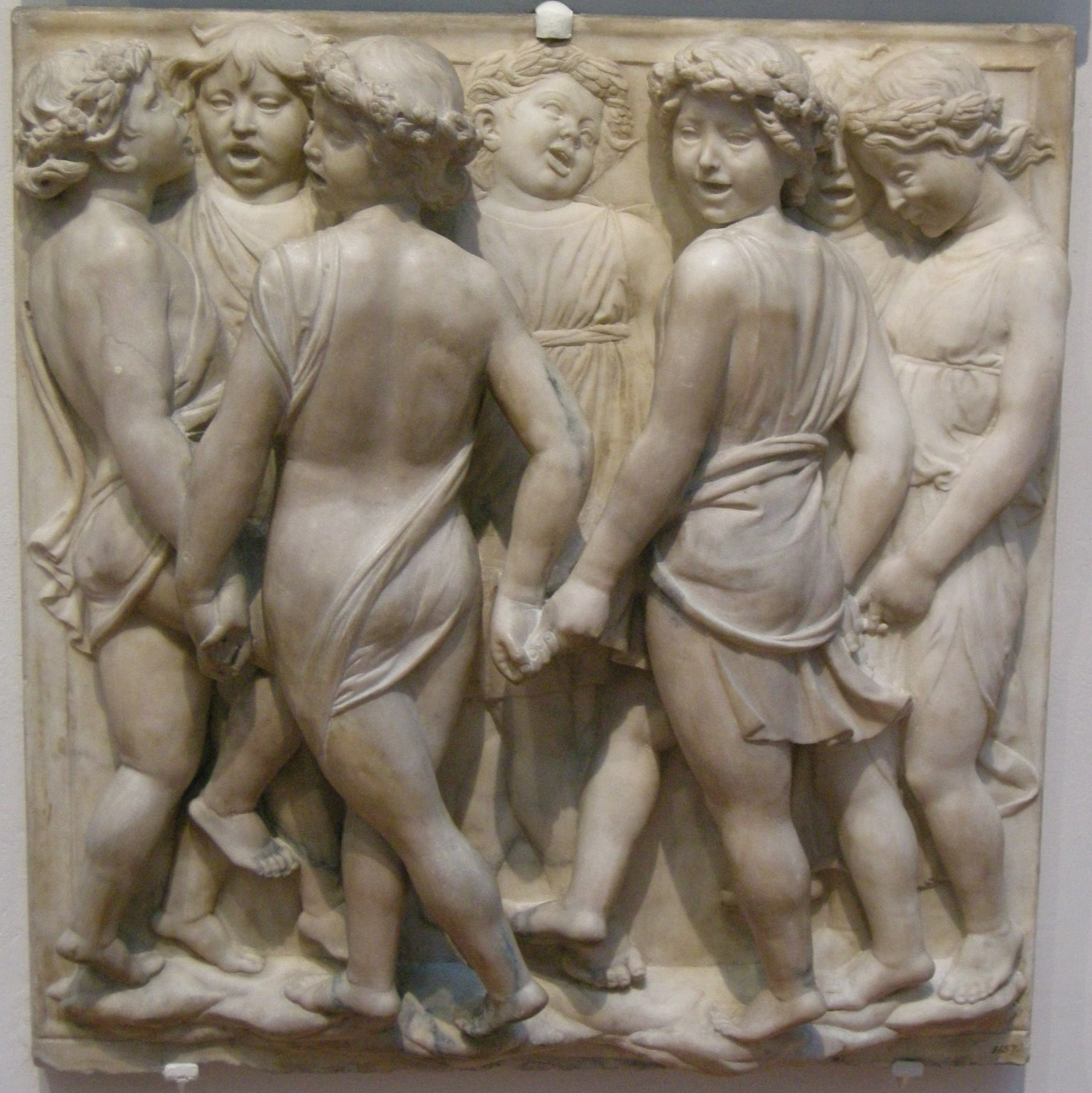
Rilievo dalla Cantoria del Duomo (1431-1438)
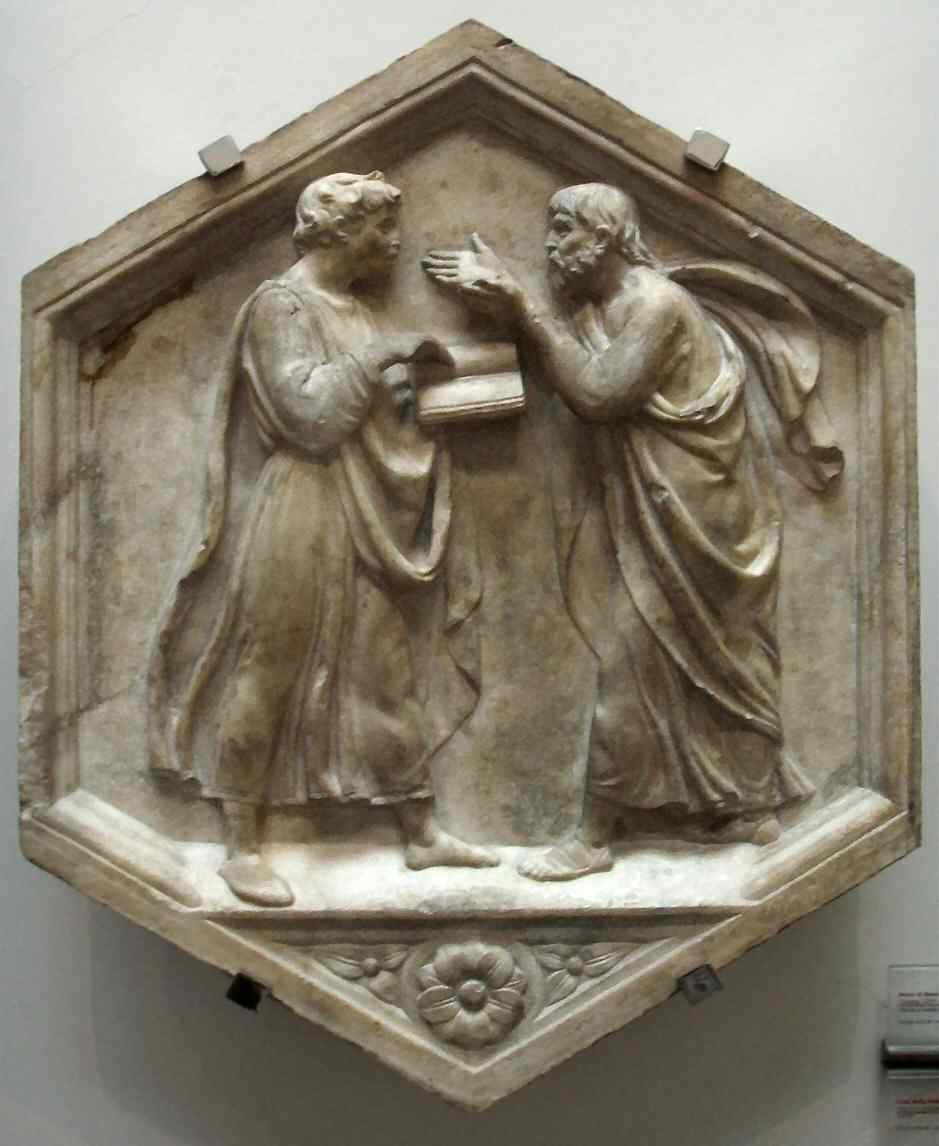
Platone e Aristotele o La filosofia, formella per il Campanile di Giotto (1437-1439)
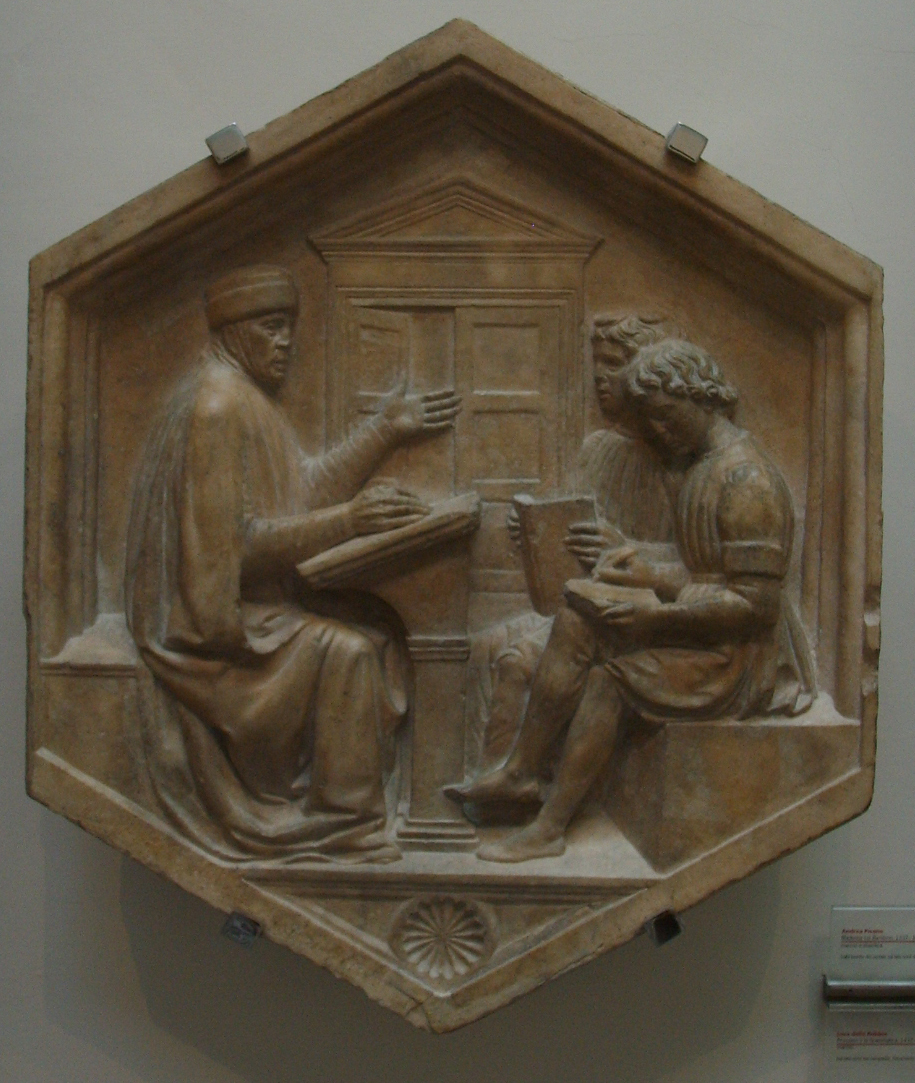
Prisciano o La grammatica, formella per il Campanile di Giotto (1437-1439)

### L'attività di ceramista
(Giorgio Vasari, Le vite de' più eccellenti pittori, scultori e architettori)

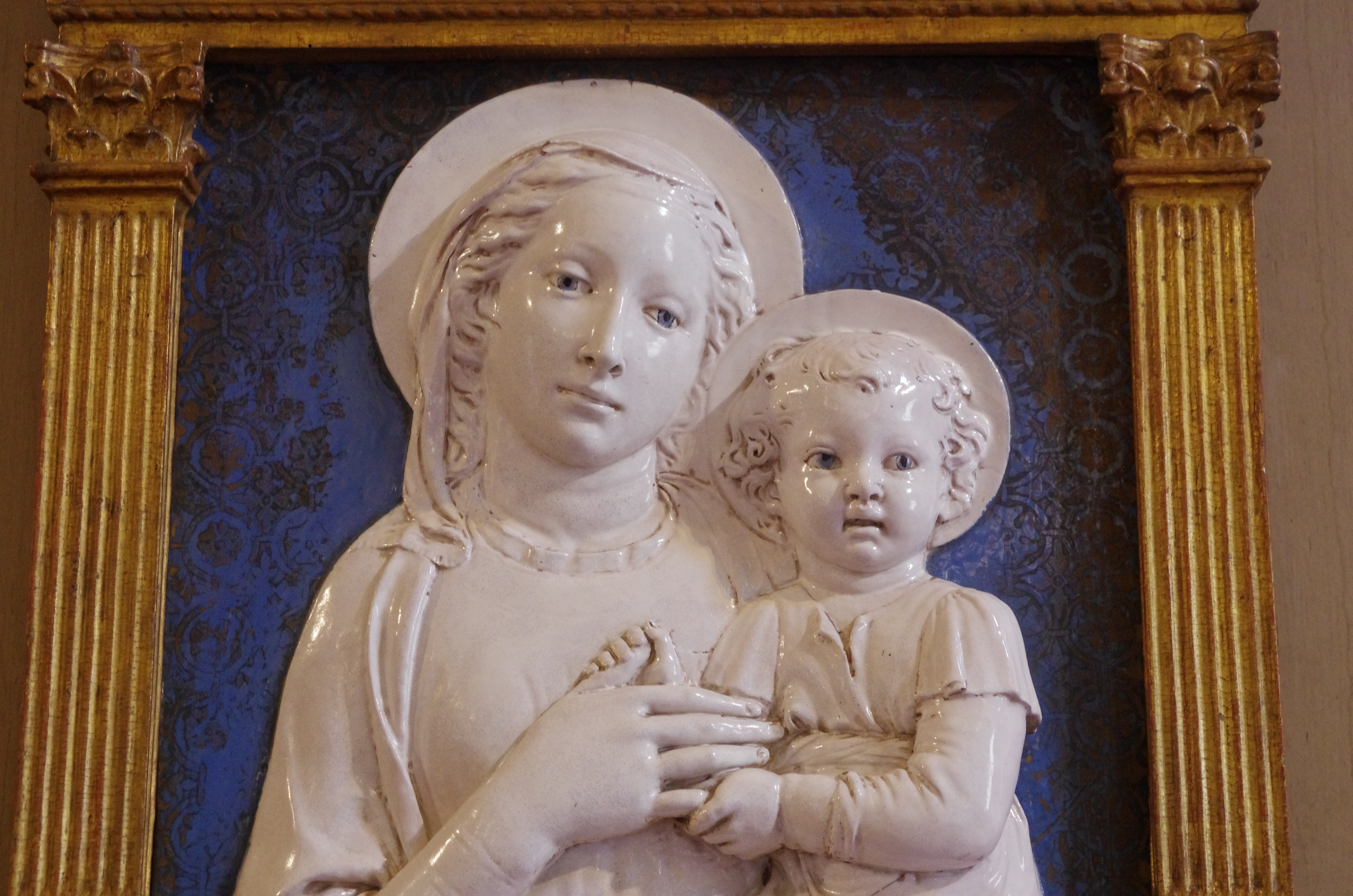
Madonna di Santa Maria Nuova-Museo nazionale del Bargello (Firenze)

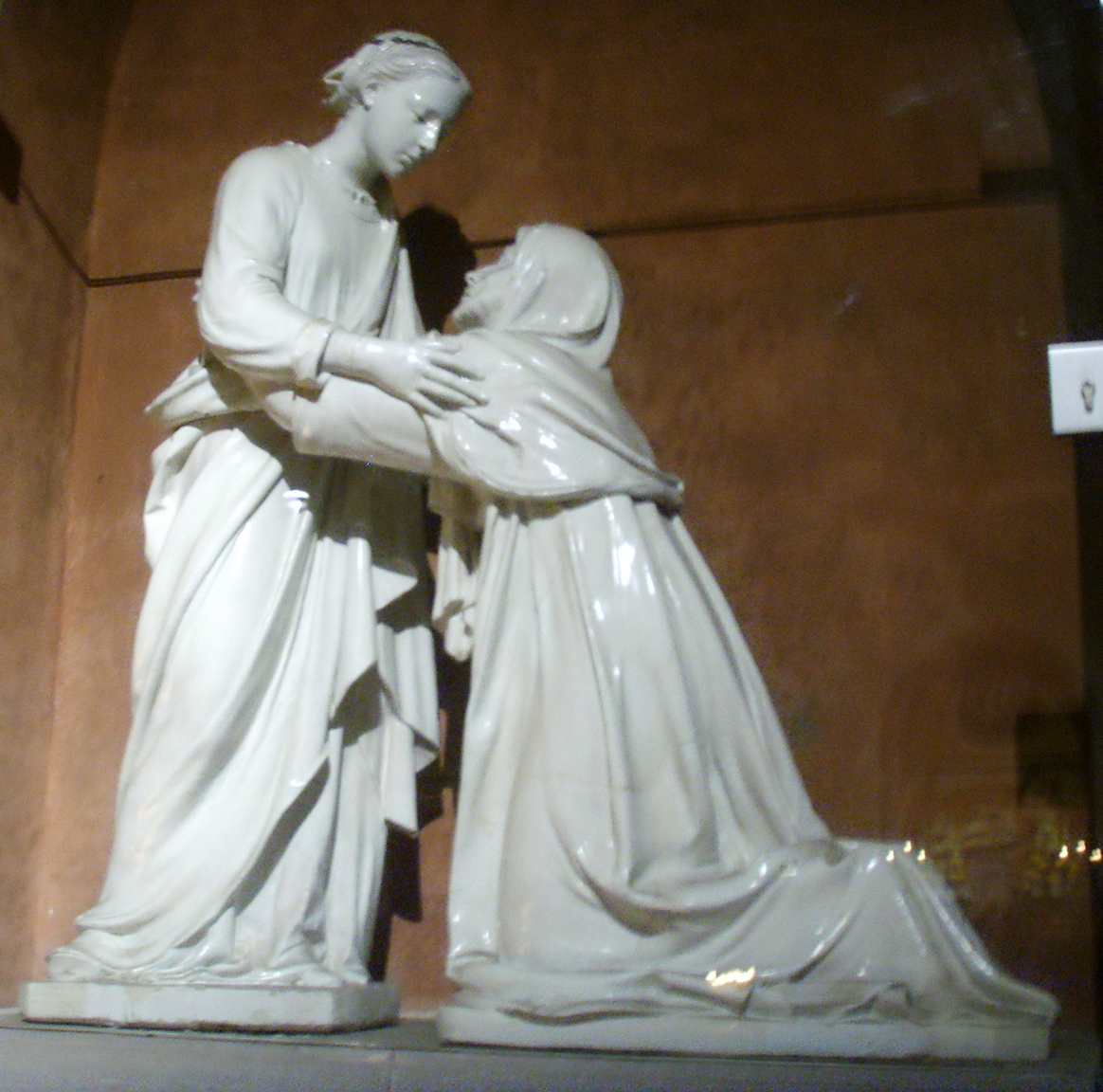
La Visitazione di Pistoia (1445 circa)

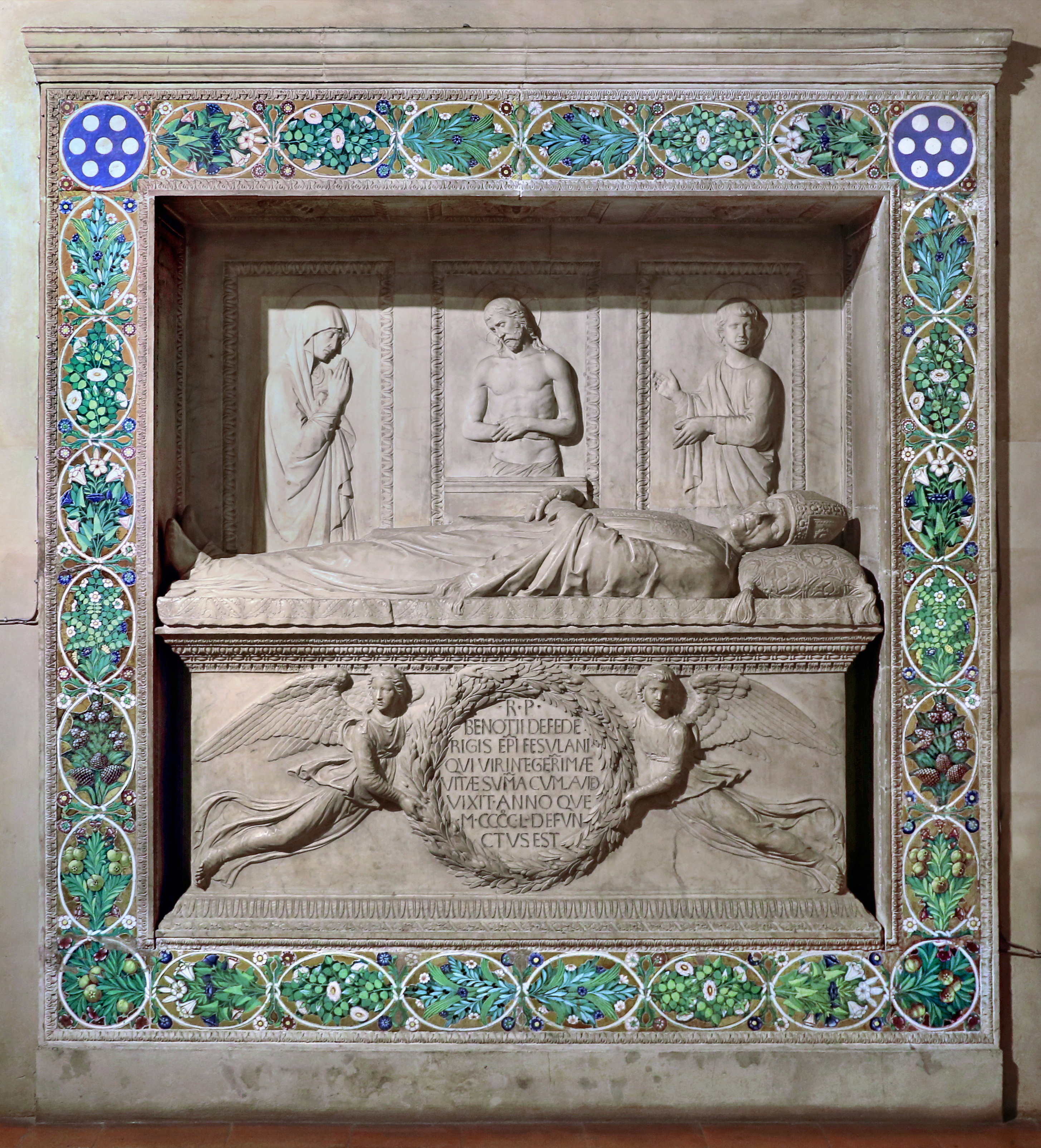
Monumento funebre a Benozzo Federighi (1454-1457)

Attorno al 1440 portò avanti gli esperimenti sulla ceramica invetriata riuscendo ad ottenere un primo ottimo risultato nel ciborio in marmo, bronzo e terracotta oggi alla chiesa di Santa Maria a Peretola. La ceramica invetriata veniva, secondo il Vasari, spalmata con la cosiddetta vetrina, cioè una mescolanza di stagno, terraghetta, antimonio e altri minerali. Con la maiolica invetriata riuscì a creare sculture policrome di eccezionale brillantezza e resistenza nel tempo. Grazie all'inattaccabilità rispetto agli agenti atmosferici, divenne il materiale ideale per opere esposte all'esterno, come tabernacoli, lunette di portali, stemmi, ecc. I colori utilizzabili erano inizialmente pochi, blu per lo sfondo, bianco o avorio per le figure e a volte verde o giallo nei festoni, anche se questo limite ben si sposava con l'ideale di semplice essenzialità rinascimentale.
Le sue creazioni ebbero un immediato ed enorme successo, tanto che Luca abbandonò definitivamente la scultura per dedicarsi esclusivamente alla ceramica e appena un anno dopo entrò sotto la protezione dei Medici, in particolare di Piero, padre di Lorenzo il Magnifico, che gli commissionò molte opere, soprattutto di arte sacra.
Tra il 1442 e il 1445 lavorò alla decorazione della cappella dei Pazzi in Santa Croce accanto a Filippo Brunelleschi, realizzando i tondi degli Evangelisti e la decorazione della cupola con gli stemmi della famiglia Pazzi. Sempre di quegli anni è la Visitazione della chiesa di San Giovanni Fuorcivitas a Pistoia, un ambizioso gruppo di due statue a tutto tondo composte però con la tecnica della maiolica.
Tra il 1445 e il 1469, in collaborazione con Michelozzo e Maso di Bartolomeo, realizzò la porta bronzea della sagrestia delle Messe del Duomo fiorentino, aggiungendo poi una lunetta con l'Ascensione sopra la porta e, in seguito, una seconda lunetta con la Resurrezione per l'altra sagrestia simmetrica, quella dei Canonici.
Il 31 agosto 1446, Luca Della Robbia e suo fratello Marco di Simone Della Robbia, comprarono una casa in via Guelfa, in una zona di orti e campi, proprio ai margini dell'abitato (per paura degli incendi) "posta nel popolo di San Lorenzo, nel gonfalone del Lione ad Oro, nella via Guelfa da San Barnaba". Rimase sede della produzione robbiana per tre generazioni. Fu demolita alla metà dell'Ottocento per ingrandire via Nazionale e durante la demolizione furono rinvenuti i resti della fornace e di scarti.
Nel 1448 alla morte del fratello, Luca adottò i suoi sei figli tra i quali Andrea. A partire dal 1450 Andrea entrò sotto l'influenza dello zio Luca, ma nel 1470 i due litigarono per motivi d'interesse e Luca decise di cambiare testamento, a favore di Simone. Andrea, nel frattempo, aveva avviato una produzione di tipo proto-industriale di ceramiche invetriate tramite l'uso di stampi, ricavando notevoli vantaggi economici personali, superiori a quelli di Luca.
Tra il 1454 e il 1457 realizzò il monumento funebre del vescovo Benozzo Federighi, in marmo e terracotta invetriata, oggi in Santa Trinita.
Tra il 1461 e il 1466, partecipò alla decorazione della cappella del Cardinale del Portogallo alla basilica di San Miniato, in collaborazione con Andrea: i due realizzarono i cinque tondi del soffitto con al centro lo Spirito Santo, circondato dalle quattro Virtù cardinali.
Il 20 febbraio 1482 Luca della Robbia morì di complicazioni conseguenti a nefrolitiasi. Dopo tre giorni venne sepolto in San Pier Maggiore, chiesa demolita nel 1783.

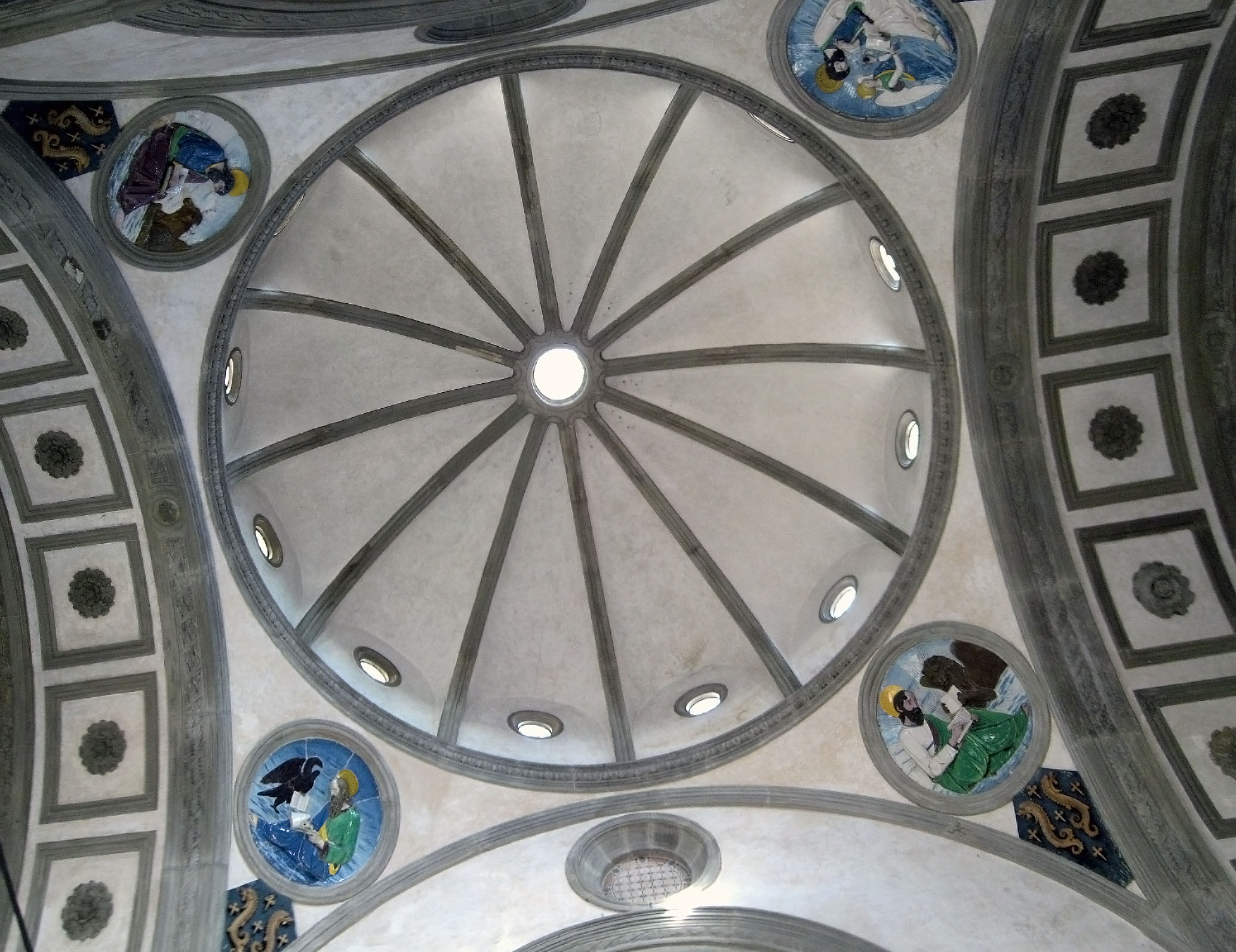
Decorazione della Cappella dei Pazzi (1442-1445)
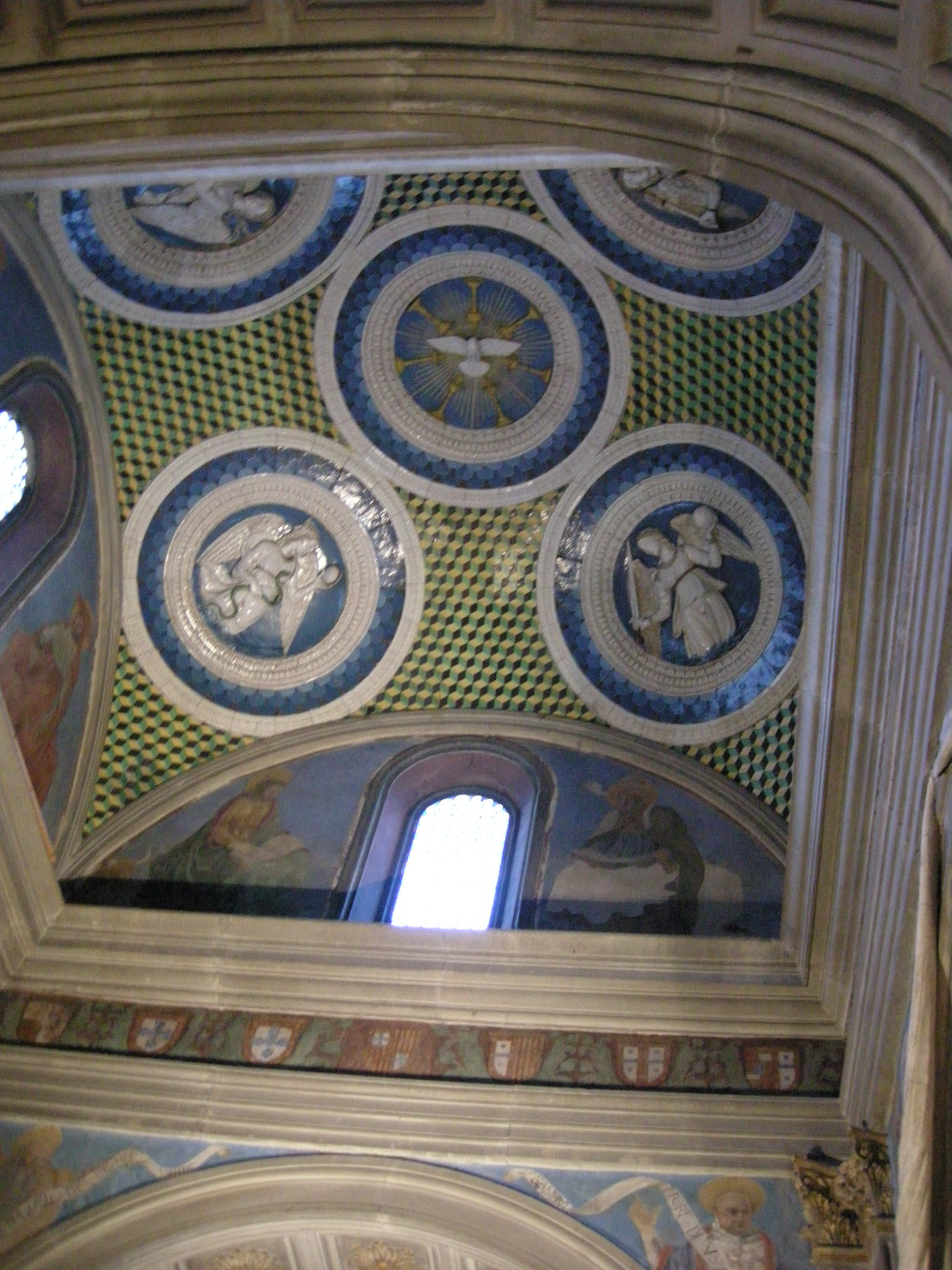
Volta della cappella del Cardinale del Portogallo (1461-1466)